# Wapen van Heeswijk-Dinther

Wapen van Heeswijk-Dinther

Het wapen van Heeswijk-Dinther werd op 12 november 1969 bij Koninklijk Besluit besluit aan de toenmalige Noord-Brabantse gemeente Heeswijk-Dinther verleend. Op 1 januari 1994 ging Heeswijk-Dinther, samen met de gemeenten Nistelrode en Heesch op in een nieuwe gemeente die aanvankelijk Heesch genoemd werd, maar na een jaar verderging onder de naam Bernheze. Hierdoor kwam het wapen van Heeswijk-Dinther te vervallen. De wapens van de samenstellende gemeenten waren te verscheiden om samengevoegd te worden, zodat het wapen van Bernheze geheel nieuw werd ontworpen.

## Blazoenering
De blazoenering bij het wapen luidt als volgt:
Gedeeld; I in zilver een omgewende leeuw van sabel, getongd, genageld en gehalsband van keel; II in sabel een leeuw van zilver met een schouderschildje van azuur, beladen met zes gouden penningen, geplaatst 3, 2 en 1. Het schild gedekt met een gouden kroon van drie bladeren en twee paarlen.
De heraldische kleuren zijn zilver (wit), sabel (zwart), keel (rood), azuur (blauw) en goud (geel). Het schild is gedekt met een gravenkroon.

## Geschiedenis
Het wapen is samengesteld uit de wapens van Heeswijk en Dinther, waarbij omwille van de symmetrie de leeuw uit het wapen van Heeswijk is omgekeerd, zodat beide leeuwen elkaar aankijken. De leeuwen zijn oorspronkelijk afkomstig uit het wapen van de familie Van der Leck, heren van Heeswijk en Dinther. Toen de heer van Heeswijk en Dinther, Van der Aa, met een nakomeling van Walraven van Bentheim trouwde, is waarschijnlijk het schouderschildje toegevoegd. De leeuw uit het wapen van Heeswijk heeft een halsband om.

## Verwante wapens

Het wapen van Heeswijk
Het wapen van Dinther
Het wapen van het graafschap Bentheim